# Diócesis de Brandeburgo
La diócesis de Brandeburgo (en latín: Dioecesis Brandeburgensis y en alemán: Bistum Brandenburg) fue una circunscripción eclesiástica de la Iglesia católica en Alemania. Fue suprimida de hecho el 1 de noviembre de 1539 al adoptar la reforma protestante el último obispo electo confirmado por la Santa Sede. Se trataba de una diócesis latina, sufragánea de la arquidiócesis de Magdeburgo. Además de su función episcopal, los obispos de Brandeburgo tenían poder temporal, ya que Brandeburgo era un principado eclesiástico dentro del Sacro Imperio Romano Germánico, el principado episcopal de Brandeburgo.

## Territorio y organización

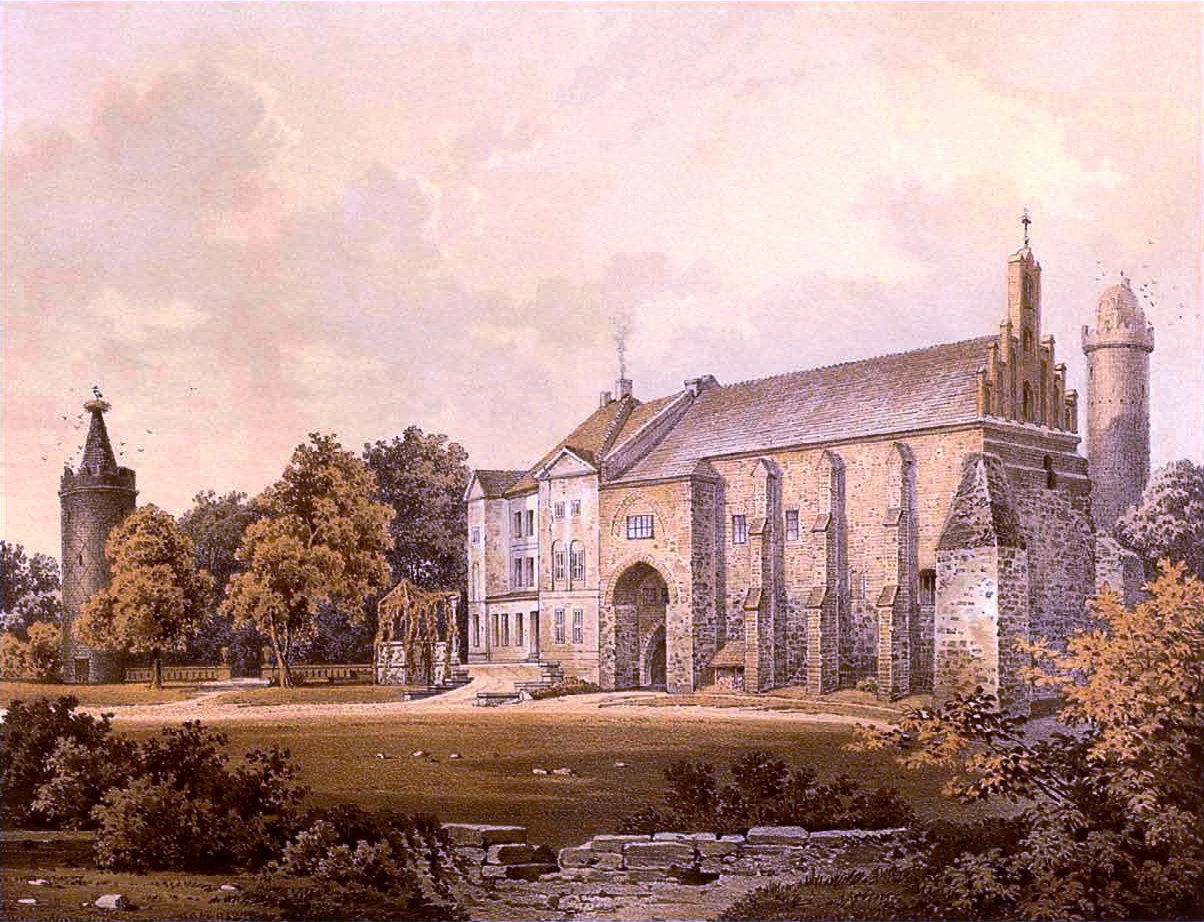
Castillo de Ziesar, residencia de los príncipes-obispos de Brandeburgo, en un grabado de finales del

La diócesis extendía su jurisdicción sobre los fieles católicos de rito latino residentes en parte del actual estado de Brandeburgo y se extendía entre los ríos Elba al oeste, Óder al este, Black Elster al sur y la región de Uckermark al norte.

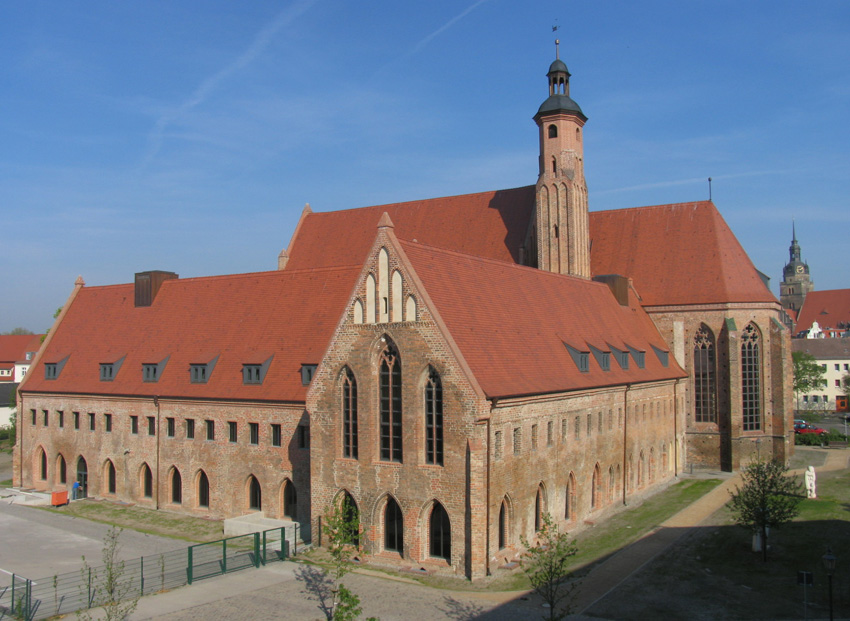
El antiguo monasterio dominicano de San Pablo en Brandeburgo (Kloster Sankt Pauli), fundado en 1286

Limitaba al norte con la diócesis de Havelberg, al noreste con la diócesis de Cammin, al este con la diócesis de Lebus, al sur con la diócesis de Meissen y al oeste con la arquidiócesis de Magdeburgo y la diócesis de Halberstadt.

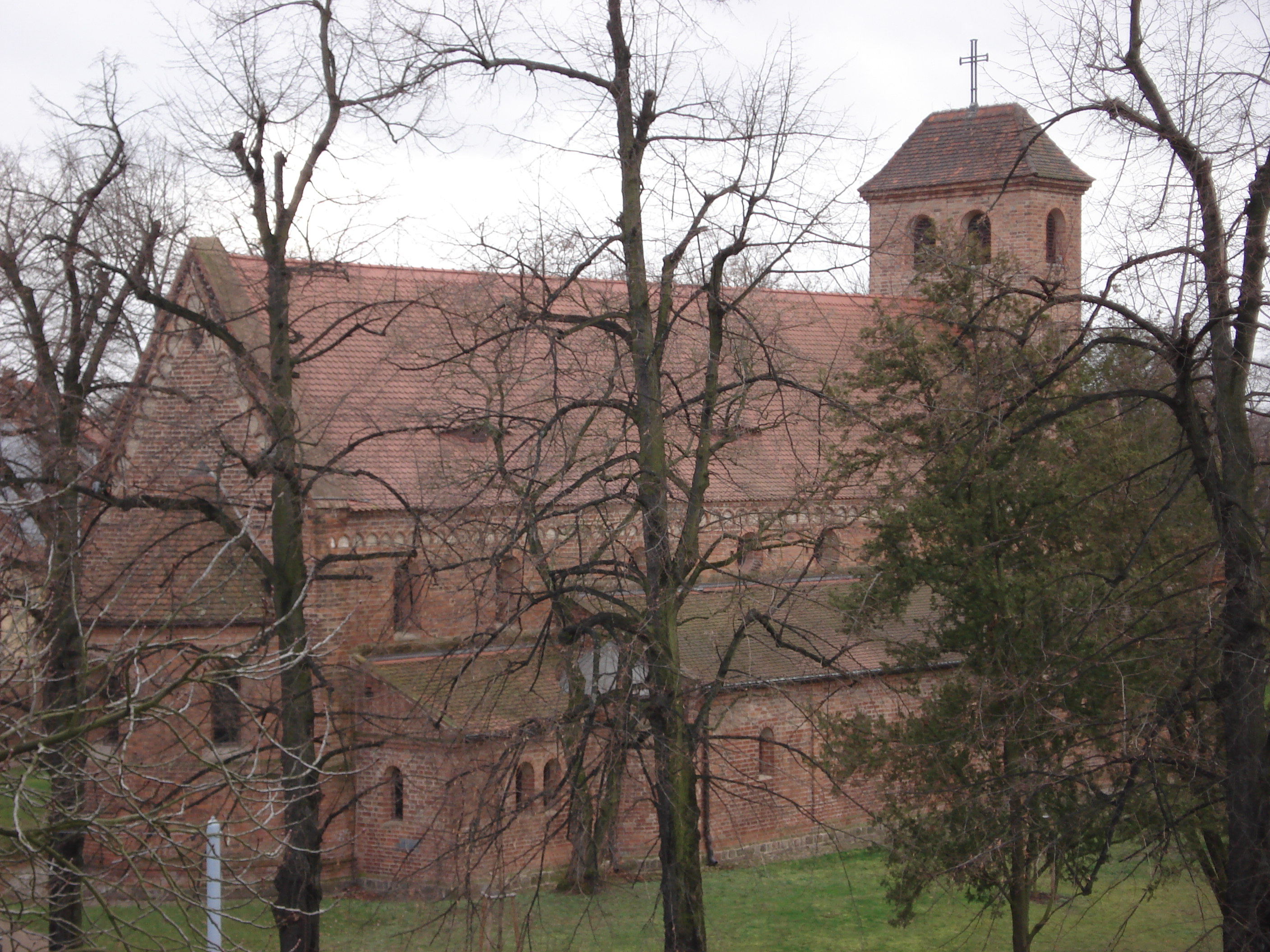
La iglesia de San Nicolás de Brandeburgo (Nikolaikirche), construida a partir de 1170

La sede de la diócesis se encontraba en la ciudad de Brandeburgo (o Brandenburg an der Havel), en donde, en el distrito de Dominsel, se halla la Catedral de San Pedro y San Pablo y el capítulo de canónigos, que pertenecen al luteranismo desde mediados del siglo XVI, siendo actualmente de la Iglesia evangélica en Berlín, Brandeburgo y Alta Lusacia silesiana (filial de la Iglesia evangélica en Alemania). Durante muchos siglos, el Dominsel gozó del privilegio de inmunidad y solo se incorporó plenamente al territorio municipal en 1929.
Entre 1527 y 1529 en la diócesis existían más de 285 parroquias agrupadas en 18 arcedianatos.

## Historia
En el invierno de 928 las tropas del gobernante cristiano-sajón Enrique I conquistaron uno de los principales castillos eslavos al este del río Elba, Brandeburgo. La diócesis fue erigida por el rey Otón el Grande. También proporcionó a la diócesis las posesiones seculares necesarias, que formaron el obispado de Brandeburgo, el principado episcopal. La carta fundacional de la diócesis, que se ha conservado en su forma original, está fechada el 1 de octubre de 948. Sin embargo, existe una disputa entre los historiadores sobre cuándo se fundó realmente la diócesis, con fechas que oscilan entre 938 (según una nota crónica de Thietmar de Merseburg) y 965. Uno de los objetivos de la fundación de la diócesis fue la integración de los territorios del Elba oriental en el Imperio franco oriental.
Originalmente sufragánea de la arquidiócesis de Maguncia, en 968 pasó a formar parte de la provincia eclesiástica de la arquidiócesis de Magdeburgo.
Una tarea central fue la misionización y conversión de la población de los wendos. La resistencia de la población local culminó en el levantamiento eslavo de 983. Fueron conquistados los obispados de Havelberg y Brandeburgo. El obispo Folkmar de Brandeburgo logró escapar, pero el resto del clero fue capturado. Entre otros actos de violencia, los conquistadores también atacaron la tumba del obispo Dodilo. Al otro lado del Elba, la organización de la Iglesia se derrumbó casi por completo. La región volvió a caer en el paganismo. 
Durante este período se siguieron nombrando obispos, que vivían cerca de los arzobispos de Magdeburgo o servían como obispos auxiliares en las partes occidentales del Imperio. Solo en el siglo XII los obispos pudieron recuperar la posesión de su sede, tras la derrota definitiva de los wendos y la germanización del territorio. Con Wigger (1138) comenzó una serie de obispos premonstratenses, que ocuparon la sede de Brandeburgo hasta el siglo XV.
A partir de 1161/1165 se estableció el principado eclesiástico de Brandeburgo, que sin embargo nunca logró controlar ningún territorio significativo, siendo eclipsado por el margraviato de Brandeburgo. Estaba compuesto por cuatro bailía: Brandeburgo an der Havel, Ketzin, Teltow y Ziesar, donde se encontraba la residencia más importante de los príncipes-obispos. Además de estos, había otros territorios sobre los cuales los obispos de Brandeburgo ejercían administración civil, pero que pertenecían eclesiásticamente a diócesis vecinas.
El obispo Wilmar consagró la catedral en agosto de 1170.
En el siglo XII la diócesis constaba de dos arcedianatos, Brandeburgo y Leitzkau, a los que se añadieron en el siglo siguiente Berlín, Liebenwalde, Stolpe y Bernau. Se conocen también varios arciprestazgos y prebostías. En el momento de su supresión la diócesis contaba con 18 arcedianatos.
Una bula del papa Nicolás V de 1447 otorgó al elector de Brandeburgo el derecho de nombrar obispos.

### Reforma protestante
Fue durante el episcopado de Hieronymus Schulz (1507-1521), cuando estalló la rebelión en Wittenberg, ciudad que pertenecía a la diócesis, en 1512. El clero se volvió contra el obispo, negándose a acudir al sínodo diocesano y a pagar los impuestos adeudados al obispo. Poco después, el 31 de octubre de 1517, Martín Lutero publicó sus tesis en Wittenberg, marcando el inicio de la Reforma protestante.
Dietrich von Hardenberg, obispo de 1521 a 1526, intentó en vano oponerse a la marea luterana que invadía la diócesis, donde la destrucción de iglesias y la quema de edificios religiosos eran cada vez más frecuentes. Fue también el último prelado de Brandeburgo que intentó oponerse al luteranismo. Su sucesor, Matthias von Jagow (1532-1544), nunca recibió las órdenes sagradas, ni el sacerdocio ni el episcopado. Como el consejero más influyente de su sucesor, Joaquín II, von Jagow convenció a Joaquín II de convertirse al luteranismo y le presentó la comunión bajo ambas especies el 1 de noviembre de 1539, y al magistrado de Berlín el 2 de noviembre. Renunció a la fe católica y se casó. Konrad Eubel informa en su Hierarchia catholica sobre un último obispo de Brandeburgo, Joachim Herzog von Münsterberg, que dimitió en 1560. Es probable que este obispo tampoco haya recibido nunca las órdenes sagradas.
El principado-obispado fue secularizado y anexado al electorado de Brandeburgo en 1571.

## Episcopologio
- Dietmar † (1 de octubre de 948-6 de agosto antes de 968 falleció)
- Dodilo † (965/968-980 falleció)
- Volkmar † (980-circa 983 falleció)
- Wigo (Guido) † (enero de 992 consagrado-14 de enero circa 1019 falleció)
  - Ezilo? † (obispo electo)
- Luiso (Busko) † (22 de octubre antes de 1023-circa 1030)
- Rudolf † (circa 1048-?)[nota 1]
- Dankwart † (antes del 14 de octubre de 1049-circa 1063)
- Volkward † (circa 1063-1068 falleció)
- Dietrich (Thiedo) † (circa 1068/1069-después del 22 de noviembre de 1080 falleció)
- Volkmar † (circa 1085-19 de diciembre de 1100/1101 falleció)
- Hartbert † (antes del 17 de junio de 1102-después de 1122)
- Ludolf † (circa 1125-1137 falleció)
- Lambert von Ilsenburg † (1137-18 de enero de 1138 falleció)
- Wigger, O.Praem. † (16 de agosto de 1138 consagrado-circa 1 de enero de 1160 falleció)
- Wilmann (o Wilmar), O.Praem. † (circa 1161-1173 falleció)
- Siegfried von Anhalt † (circa 25 de diciembre de 1173-septiembre de 1179 nombrado arzobispo de Bremen)
- Baldram, O.Praem. † (1180-1190 falleció)
- Alexius † (1190-1191/1192 falleció)
- Norbert, O.Praem. † (1192/1193-1205 falleció)
- Baldwin † (5 de octubre de 1207-[nota 2]31 de mayo de 1217 falleció)
- Siegfried † (1217-1220 falleció)
  - Ludolf von Schwanebeck, O.Praem. † (1220-1220) (obispo electo)[1]
  - Wichmann von Arnstein, O.P. † (1220-?) (obispo electo)[1]
- Gernot (Gernand) † (antes del 17 de mayo de 1222-14 de diciembre de 1241 falleció)
- Ruotger von Kerkow † (19 de diciembre de 1241-1249/1251 falleció)
- Otto von Mehringen † (1251/1252-1261 falleció)
  - Albert von Arnstein † (1261-1263) (obispo electo)
- Heinrich von Osthenen † (1263-después del 13 de enero de 1277 falleció)
  - Albert † (1280-1282) (obispo electo)
- Gebhard † (1278/1279-antes del 23 de junio de 1287 falleció)
- Heidenreich † (después del 23 de junio de 1287-antes del 23 de enero de 1292 falleció)
  - Richard † (1293-1294) (obispo electo)
  - Dietrich † (1294-1294) (obispo electo)
- Vollrad von Krempa † (9 de agosto de 1296-después del 8 de febrero de 1302 falleció)
- Friedrich von Plötzke † (30 de marzo de 1303-13 de junio de 1316 falleció)
- Johann von Tuchen † (antes del 4 de octubre de 1316-25 de noviembre de 1324 falleció)
  - Heinrich von Barby † (25 de julio de 1325-1327) (obispo electo)[1]
- Ludwig Schenk von Reindorf † (4 de mayo de 1327-29 de julio de 1347 falleció)
- Dietrich Kothe † (1347/1349-28 de mayo de 1365 falleció)
- Dietrich von der Schulenburg † (20 de agosto de 1365-26 de abril de 1393 falleció)
- Heinrich von Bodendiek † (9 de julio de 1393-después del 6 de junio de 1406 falleció)
- Henning von Bredow † (14 de enero de 1407-después del 30 de abril de 1414 falleció)
  - Friedrich von Grafeneck † (24 de septiembre de 1414-1415 renunció) (obispo electo)
  - Nikolaus von Burgsdorf  † (1415-1415 renunció) (obispo electo)
- Johann von Waldow † (13 de mayo de 1415-29 de marzo de 1420 nombrado obispo de Lebus)
  - Friedrich von Grafeneck † (29 de marzo de 1420-1420 renunció) (obispo electo por segunda vez)
- Stephan Bodecker † (1 de septiembre de 1421-15 de febrero de 1459 falleció)
- Dietrich von Stechow † (27 de abril de 1459-después del 31 de enero de 1472 falleció)
- Arnold von Burgsdorf † (5 de octubre de 1472-17/21 de junio de 1485 falleció)
- Joachim von Bredow † (14 de octubre de 1485-25 de junio de 1507 falleció)
- Hieronymus Schulz, O.Praem. † (6 de octubre de 1507-12 de abril de 1521 nombrado obispo de Havelberg)
- Dietrich von Hardenberg † (17 de mayo de 1521-antes del 13 de julio de 1526 falleció)
  - Subdiácono Matthias von Jagow † (4 de noviembre de 1532-1 de noviembre de 1539 adoptó públicamente el luteranismo, en octubre de 1544 falleció)